# Lomographa erina
Lomographa erina là một loài bướm đêm trong họ Geometridae.